# 南岸中心
南岸中心（英語：Southbank Centre）是位於倫敦泰晤士河南岸的一個藝術文化建築群，主要包括皇家節日大廳和海沃德美術館等文化設施。南岸中心每年吸引超過600萬人遊客，舉辦超過2000場表演活動，是倫敦的文藝表演中心之一。1951年英國節舉辦時，皇家節日音樂廳是這附近的唯一藝術場館，但後來逐步增加了海沃德美術館、伊利沙伯女皇音樂廳等建築，形成了現在的南岸中心建築群。

## 外部連結
- Southbank Centre（页面存档备份，存于）
- www.concretecentre.org (Concrete Quarterly No. 72, 1968 including article on the South Bank Arts Centre - Hayward, Queen Elizabeth Hall and Purcell Room)
- The Long Live Southbank campaign to save the skate park in the QEH undercroft location

51°30′20.56″N 00°07′0.34″W / 51.5057111°N 0.1167611°W